# Дан Ірімічук
Дан Ірімічук (9 травня 1949 , Ясси ) — румунський фехтувальник на шаблях, бронзовий призер Олімпійських ігор 1976 року.

## Виступи на Олімпіадах
| Олімпіада     | Дисципліна          | Місце |
| ------------- | ------------------- | ----- |
| Мюнхен 1972   | індивідуальна шабля | 17    |
| Мюнхен 1972   | командна шабля      | 4     |
| Монреаль 1976 | індивідуальна шабля | 9     |
| Монреаль 1976 | командна шабля      | 3     |